# Caloptilia braccatella
Caloptilia braccatella är en fjärilsart som först beskrevs av Otto Staudinger 1870.  Caloptilia braccatella ingår i släktet Caloptilia och familjen styltmalar.
Artens utbredningsområde är:
- Grekland.
- Italien.
- Turkiet.

Inga underarter finns listade i Catalogue of Life.